# Yvonne Leuko
Yvonne Patrice Leuko Chibosso (* 20. November 1991 in Douala) ist eine kamerunische Fußballspielerin.

## Karriere
Leuko startete ihre Karriere bei Justice FC de Douala. Im Frühjahr 2008 wurde sie in die erste Mannschaft befördert, wechselte aber nur ein halbes Jahr später nach Frankreich zur AS Montigny-le-Bretonneux, für die sie 2009/10 auch in der ersten Liga antrat. Es folgten je ein Jahr bei den Zweitdivisionären COM Bagneux, erneut in Montigny und beim FC Rouen, für den sie aber nur drei Punktspiele bestritt. Noch während der laufenden Spielzeit 2012/13 wechselte sie zum Arras FCF und kehrte somit in die höchste Liga zurück. Im Sommer 2017 wechselte sie nach Albi zum dortigen Club ASPTT Albi (Association Sportive des PTT d’Albi). Seit der Spielzeit 2018/2019 verstärkt Yvonne Leuko des Team der Frauenmannschaft des ASP Pierrots Vauban in Strasbourg.

## International
Im Juli 2012 wurde sie für die olympischen Sommerspiele 2012 in London nominiert. Sie kam in einem Spiel zum Einsatz. Für die WM 2015 ist sie ebenfalls nominiert.